# Полесіни
Полесіни (пол. Polesiny, нім. Jägersfelde) — село в Польщі, у гміні Відухова Грифінського повіту Західнопоморського воєводства.
Населення — 57 осіб (2011).
У 1975-1998 роках село належало до Щецинського воєводства.

## Демографія
Демографічна структура станом на 31 березня 2011 року:
|          | Загалом | Допрацездатний вік | Працездатний вік | Постпрацездатний вік |
| -------- | ------- | ------------------ | ---------------- | -------------------- |
| Чоловіки | 30      | 6                  | 21               | 3                    |
| Жінки    | 27      | 5                  | 13               | 9                    |
| Разом    | 57      | 11                 | 34               | 12                   |